# Howard Coble

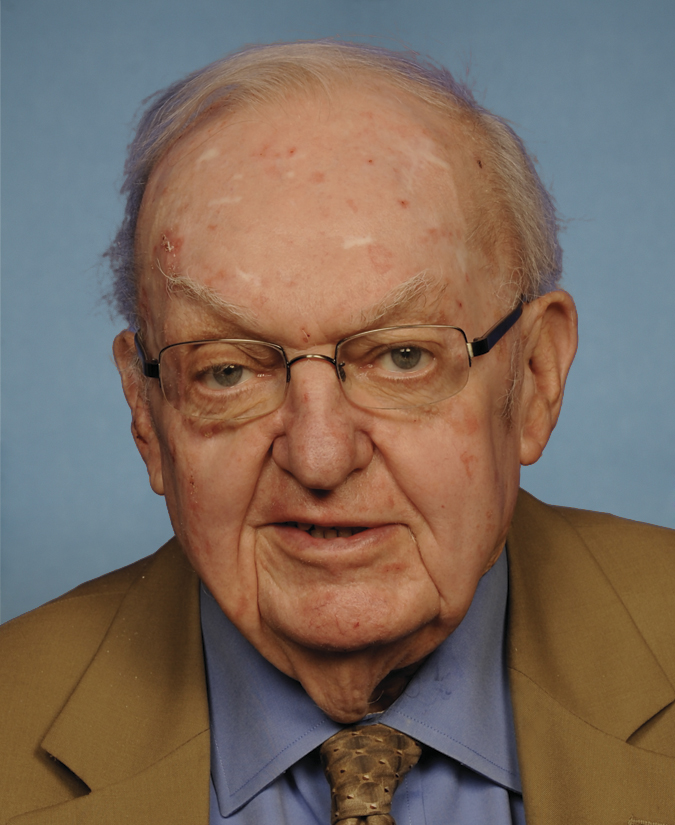
Howard Coble (2011)

John Howard Coble (* 18. März 1931 in Greensboro, North Carolina; † 3. November 2015 ebenda) war ein US-amerikanischer Politiker. Von 1985 bis 2015 vertrat er den Bundesstaat North Carolina im US-Repräsentantenhaus.

## Werdegang
Howard Coble besuchte nach der High School bis 1950 die Appalachian State University in Boone. Danach diente er zwischen 1952 und 1956 in der US-Küstenwache, deren Reserve er zwischen 1960 und 1982 angehörte. In den Jahren 1977 und 1978 wurde er vorübergehend reaktiviert. Bis 1958 studierte Coble am Guilford College in Greensboro. Nach einem Jurastudium an der University of North Carolina in Chapel Hill und seiner im Jahr 1966 erfolgten Zulassung als Rechtsanwalt begann er in seinem neuen Beruf zu arbeiten.
Politisch schloss sich Coble der Republikanischen Partei an. Im Jahr 1969 sowie zwischen 1979 und 1983 saß er als Abgeordneter im Repräsentantenhaus von North Carolina. Von 1969 bis 1973 fungierte er als stellvertretender Bundesstaatsanwalt für den mittleren Bezirk von North Carolina; von 1973 bis 1977 war er Finanzminister des Staates (Secretary of the Department of Revenue).
Bei den Kongresswahlen des Jahres 1984 wurde Coble im sechsten Wahlbezirk von North Carolina in das US-Repräsentantenhaus in Washington, D.C. gewählt, wo er am 3. Januar 1985 die Nachfolge des Demokraten Charles Robin Britt antrat, den er bei der Wahl geschlagen hatte. Nach 14 Wiederwahlen konnte er sein Mandat im Kongress bis zum 3. Januar 2015 ausüben. Im Jahr 2014 verzichtete er auf eine erneute Kandidatur. Coble war unter anderem Mitglied im Justizausschuss und im Ausschuss für Verkehr und Infrastruktur sowie in insgesamt fünf Unterausschüssen. In seine Zeit als Kongressabgeordneter fielen die Terroranschläge vom 11. September 2001, der Irakkrieg und der Krieg in Afghanistan. Coble setzte sich für die Belange der Landwirtschaft ein. Innerhalb seiner Partei gehörte er dem Tea Party Caucus an, der Fraktion, die der Tea-Party-Bewegung nahesteht.
Howard Coble war unverheiratet. Er war bei seinem Ausscheiden aus dem Kongress einer der 30 dienstältesten Kongressabgeordneten.